# Aieta
Aieta es un municipio sito en el territorio de la provincia de Cosenza, en Calabria (Italia).

## Demografía
| Gráfica de evolución demográfica de Aieta entre 1861 y 2001 |
|                                                             |
| fuente ISTAT - elaboración gráfica a cargo de Wikipedia     |